# Corporales
Corporales é um município da Espanha
na província e comunidade autónoma de La Rioja, de área 8,41 km² com população de 43 habitantes (2007) e densidade populacional de 5,86 hab/km².

## Demografia
| Variação demográfica do município entre 1991 e 2004 | Variação demográfica do município entre 1991 e 2004 | Variação demográfica do município entre 1991 e 2004 | Variação demográfica do município entre 1991 e 2004 |
| --------------------------------------------------- | --------------------------------------------------- | --------------------------------------------------- | --------------------------------------------------- |
| 1991                                                | 1996                                                | 2001                                                | 2004                                                |
| 72                                                  | 64                                                  | 53                                                  | 49                                                  |